# Lucius Voltacilius Plotus

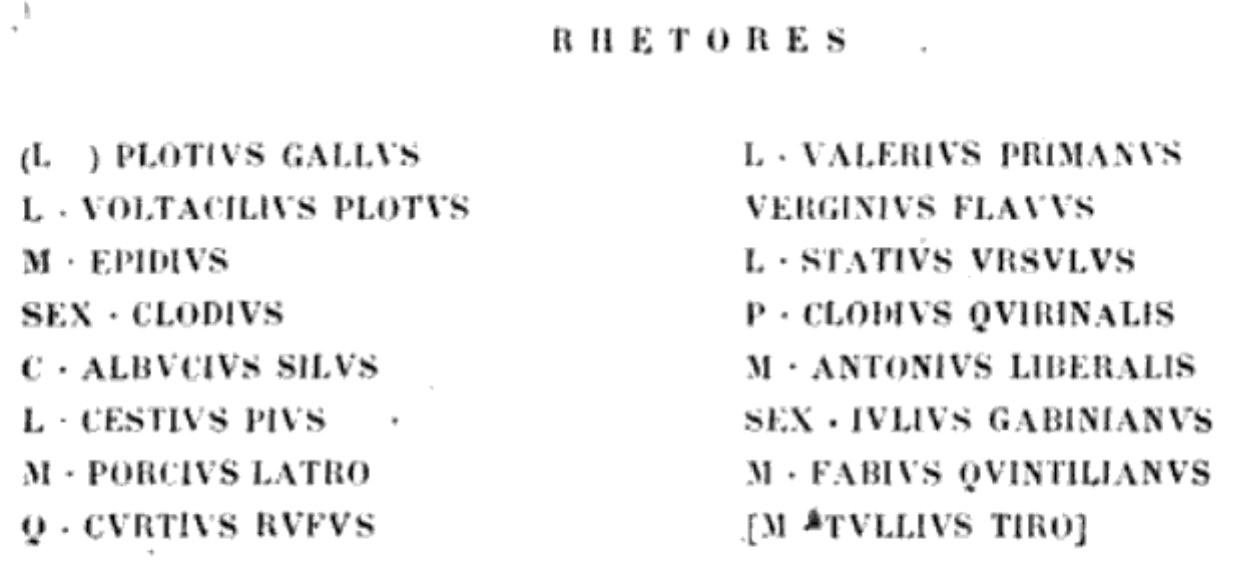
Voltacilius auf Suetons Liste der berühmten Rhetoren

Lucius Voltacilius Plotus (* vor 106 v. Chr.; † nach 48 v. Chr.), Cognomen auch Pitholaus, war ein römischer Rhetor und Autor. Er unterrichtete Pompeius den Großen und begann als erster Freigelassener Geschichte zu schreiben, vornehmlich Biographien über seinen berühmten Schüler und dessen Vater Pompeius Strabo. Seine Schriften sind verloren.

## Leben und Bedeutung
Über sein Leben ist fast nichts bekannt. Immerhin erwähnt Suetons Kurzbiografie einige Stationen seiner Karriere vom Sklaven bis zum Rhetor: „Es heißt, Lucius Voltacilius Plotus sei Sklave und sogar nach alter Sitte ein Türhüter in Ketten gewesen, solange bis er, freigelassen wegen seiner Begabung und seines Interesses für Literatur und Wissenschaft, seinen Herrn bei dessen Gerichtsklagen unterstützte. Danach, inzwischen hatte er sich die Redekunst angeeignet, unterrichtete er Pompeius den Großen; und er beschrieb in mehreren Büchern die Taten des Vaters des Pompeius und nicht weniger die Taten des Pompeius selbst; als erster von allen Freigelassenen, so meint immerhin Cornelius Nepos, begann er Geschichte zu schreiben, die bis dahin üblicherweise nur in der Hand sehr vornehmer (sozial hochstehender) Männer lag.“
Über die Gens Voltacilius, die ihn freiließ, ist nichts bekannt. Über das Cognomen Plotus lässt sich seine Herkunft nicht erschließen. Wird ihm das Cognomen Pitholaus zugesprochen, könnte ein griechischer Migrationshintergrund vorgelegen haben (siehe unten: Cognomen), zumal die meisten Lehrer der Rhetorikschulen aus Griechenland kamen.
Der erste freigelassene Geschichtsschreiber, darin liegt seine Bedeutung, denn die  Römische Geschichtsschreibung lag traditionell in der Hand der Senatoren (Senatorische Geschichtsschreibung). Mit dem Aufstieg der Popularen im Römischen Bürgerkrieg gelang es der Plebs und somit auch Freigelassenen, das Bildungsprivileg der Optimaten zu brechen und ihre Bildungschancen zu verbessern. Voltacilius profitierte von dieser Entwicklung und konnte 81 v. Chr. als Latinus rhetor eine Rhetorikschule eröffnen.

## Name und Identität
Die Überlieferung des Namens ist variantenreich. Das Praenomen Lucius muss sich eines Marcus erwehren, das Nomen gentile Voltacilius hat sich weitgehend durchgesetzt, das Cognomen schwankt zwischen Plotus und Pitholaus. Andere Wege geht Michael Winterbottom, der aus den Quellen einen Manius Otacilius Pitholaus herausfiltert.

### Praenomen
Als Vorname wird meist Lucius angesetzt.
Doch Macrobius zitiert einen zeitgenössischen Marcus Octacilius mit folgendem Bonmot: „Als Caninius Revilus (nur) ein Tag Konsul war, sagte Marcus … Octacilius Pitholaus: Früher wurden die Flamines (Jupiterpriester) für einen Tag (zum Priester), jetzt werden die Konsuln für einen Tag (zum Konsul) ernannt.“ Der Wortwitz liegt im Begriff Diales, eigentlich mit der Bedeutung  „für Jupiter“, die Flamines Diales waren also die Jupiterpriester. Dialis wird aber von Voltacilius in Assoziation mit dies (Tag) in der Bedeutung „für einen Tag“ parodistisch eingesetzt.
Das Wortspiel richtete sich gegen Caesar, der 45 v. Chr. diesen Eintagskonsul ernannte und der dafür von seinen Gegnern, den Anhängern des Pompeius, zu denen die Voltacilier wohl gehörten, verspottet wurde. Es scheint unwahrscheinlich, dass dieser Marcus mit dem Lucius identisch ist, zumal das macrobische Cognomen Pitholaus vom suetonischen Plotus stark abweicht.
Es bleibt, dass Marcus möglicherweise ein Familienmitglied der Voltacilier war.
Das Wortspiel des Voltacilius wurde von Cicero aufgegriffen und weitergegeben.

### Gentilname
Der Familienname wird in Suetons Handschriften variantenreich überliefert: „Das nomen wird in den sämtlich jungen Handschriften teils Voltacilius … teils Oltacilius, Octacilius, Otacilius, einzeln auch Volcatius geschrieben; vergleicht man damit die handschriftliche Überlieferung … so wird man nicht anstehen, die erste Form … für die ursprüngliche des suetonischen Textes zu halten“. Voltacilius kommt auch der Überlieferung bei Hieronymus am nächsten, bei dem Vultacilius zu lesen ist.

### Cognomen
Die verschiedenen überlieferten Formen des Beinamens (Plotus, Pilutus, Philotas, Pitholaus u. a.) lassen keine endgültige Klärung zu. Bei Hieronymus, und Reifferscheid folgt ihm, findet sich der Plotus.
Martin Hertz, Martin Schanz und Werner Peek favorisieren Pitholaus, denn dieser wird auch von Sueton genannt: „Die empfindliche Kränkung seiner Ehre... durch die höchst schmähsüchtigen Gedichte (Invektiven) des Pitolaus ertrug er (Caesar), als ob er nur ein einfacher Bürger einer Republik wäre.“ Die Schmähung passt gut zur politischen Haltung der Voltacilier (Anhänger des Pompeius) und zur Überlieferung der Verunglimpfung Caesars in Macrobius’ Iulius Caesar (siehe oben: Praenomen).
Horaz nennt einen Rhodier Pitholeon. In seiner Argumentation gegen die Aufnahme des Griechischen in lateinische Verse ruft er aus: „Ihr in der Kunst Nachreifende, denen für schwierig und für wunderbar gilt, was Pitholeon selber aus Rhodus leistete!“ – nämlich einen griechisch-lateinischen „Mischmasch“ zu schreiben.
Die Schreibweise Pitholeon ähnelt dem Pitholaus, die meisten Rhetoriklehrer hatten einen griechischen Migrationshintergrund. Obwohl diese Parallelen es nahelegen, reichen sie für eine Gleichsetzung der beiden Männer nicht aus.